# 4930 Rephiltim
4930 Rephiltim este un asteroid din centura principală, descoperit pe 10 ianuarie 1983 de S. Salyards.